# Тарантинська мова

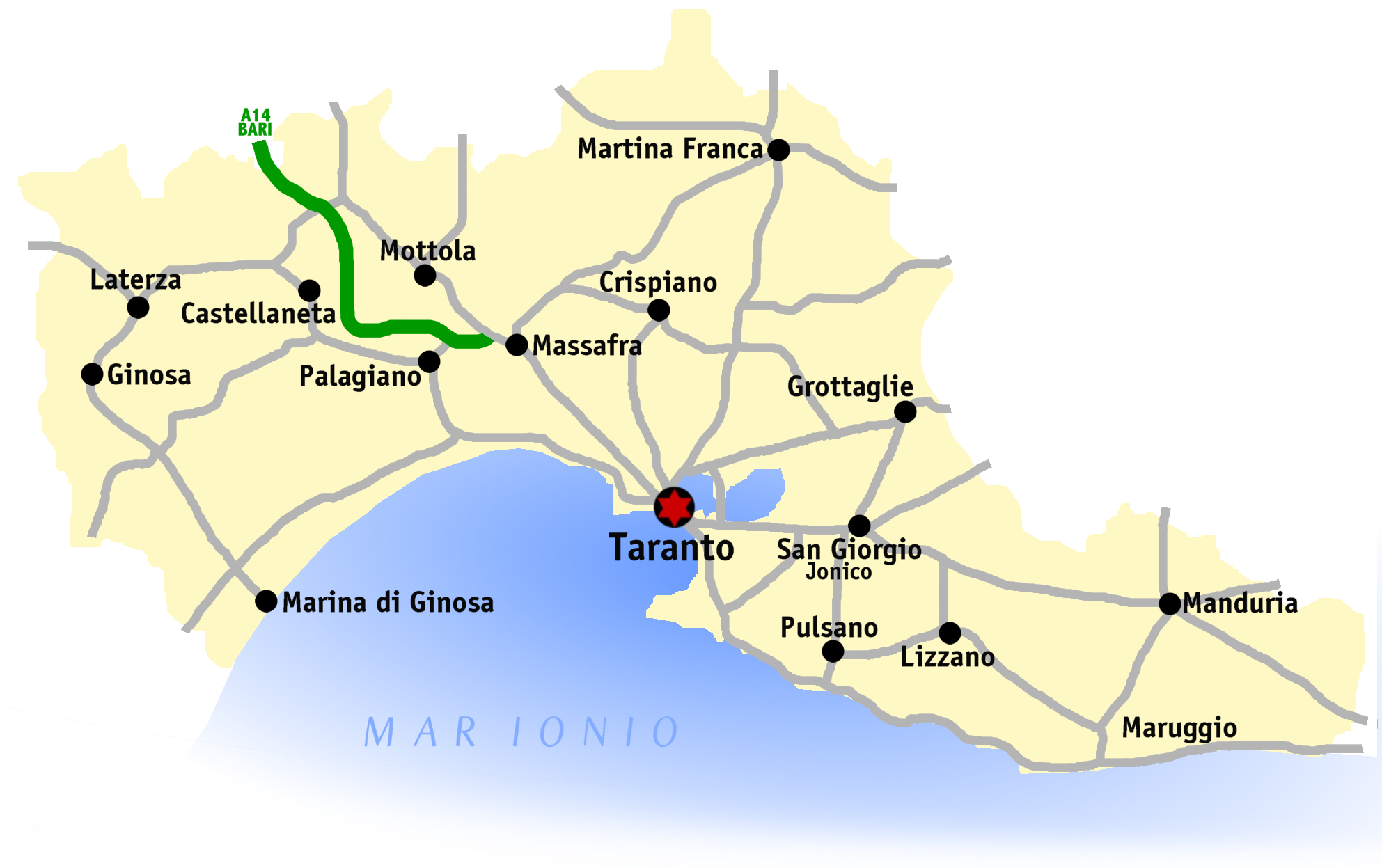

Тарантинська мова — романська мова, якою розмовляють у Апулії — південно-східному регіоні Італії.
Більшість носіїв мови проживають в апулійському місті Таранто. Також тарантинською говорять деякі італійські іммігранти в США, зокрема в Каліфорнії.

## Історія
Походження тарантинської мови відноситься до часів, коли територія була заселена мессапським населенням.
Колонізація греків, які заснували Таранто не тільки як столицю Великої Греції, але і як культурний центр. Греки мали значний вплив на тарантинську мову.